# València (pasdoble)
El València és un pasdoble del compositor almerienc José Padilla Sánchez, originalment inclòs en la sarsuela de 1924 La bien amada. En 1926 va incloure's a la pel·lícula muda de Hollywood Valencia, amb lletres adaptades a l'anglés per Lucienne Boyer, Jacques Charles, i Clifford Grey. Enregistrada per Paul Whiteman i la seua orquestra, va ser una de les cançons més reeixides de l'any 1926 als Estats Units d'Amèrica, puix que va estar durant onze setmanes (del 30 de març de 1926) a la llista de cançons més venudes. A França la melodia va popularitzar-se en el teatre lleuger parisenc poc després de l'estrena de la sarsuela original, i la cançó arribà a incloure's al repertori de Misstinguett.
Tony Martin va enregistrar la cançó en 1950 i arribà a la dihuitena posició de les cançons més escoltades als EUA.
El pasdoble Valencià se sol tocar a València, sobretot quan els fallers, cases regionals i falleres majors de València entren a la plaça de la Mare de Déu o a la Geperudeta.
Jose Padilla Sanchez a petició de l'artista Mercedes Serós que volia una música amb gust de València, va decidir de compondre un pasdoble anomenat Valencià, que va estrenar ella mateixa a París l'any 1925. D'aquesta manera va nàixer el pasdoble Valencià, un pasdoble ple d'alegria i elegància. La primera setmana de l'espectacle es van recaptar més de 25 milions de francs (molt diners a aquella època). A banda d'aquest pasdoble, també va escriure tangos i sarsueles com "La Violetera" una altra cançó també molt important a la seua carrera musical.